# Залоговац
Залоговац је насеље у Србији у општини Варварин у Расинском округу. Према попису из 2022. било је 567 становника (према попису из 1991. било је 1024 становника).

## Порекло становништва
Према пореклу ондашње становништво Залговаца из 1905. године, може се овако распоредити:
- Староседеоца има 4 породице са 49 куће.
- Из околине има 8 породице са 49 куће.
- Из Левче има 1 породица са 13 куће.
- Породице непознате старине има 3 са 12 куће.
- Из Жупе има 1 породица са 4 куће. подаци датирају из 1905. године)[1]

## Демографија
У насељу Залоговац живи 713 пунолетних становника, а просечна старост становништва износи 43,2 година (41,9 код мушкараца и 44,4 код жена). У насељу има 233 домаћинства, а просечан број чланова по домаћинству је 3,78.
Ово насеље је великим делом насељено Србима (према попису из 2002. године).
|  |

| Демографија | Демографија | Демографија |
| Година      | Становника  | Становника  |
| ----------- | ----------- | ----------- |
| 1948.       | 1.228       |             |
| 1953.       | 1.253       |             |
| 1961.       | 1.234       |             |
| 1971.       | 1.170       |             |
| 1981.       | 1.104       |             |
| 1991.       | 1.024       | 951         |
| 2002.       | 881         | 969         |

| Етнички састав према попису из 2002.‍ | Етнички састав према попису из 2002.‍ | Етнички састав према попису из 2002.‍ | Етнички састав према попису из 2002.‍ | Етнички састав према попису из 2002.‍ |
| ------------------------------------ | ------------------------------------ | ------------------------------------ | ------------------------------------ | ------------------------------------ |
|                                      |                                      |                                      |                                      |                                      |
| Срби                                 | Срби                                 |                                      | 876                                  | 99,43%                               |
| Црногорци                            | Црногорци                            |                                      | 1                                    | 0,11%                                |
| Хрвати                               | Хрвати                               |                                      | 1                                    | 0,11%                                |
| Македонци                            | Македонци                            |                                      | 1                                    | 0,11%                                |
| Југословени                          | Југословени                          |                                      | 1                                    | 0,11%                                |
| непознато                            | непознато                            |                                      | 0                                    | 0,0%                                 |

| Година пописа     | 1948. | 1953. | 1961. | 1971. | 1981. | 1991. | 2002. |
| ----------------- | ----- | ----- | ----- | ----- | ----- | ----- | ----- |
| Број домаћинстава | 240   | 255   | 265   | 257   | 258   | 244   | 233   |

| Број чланова      | 1  | 2  | 3  | 4  | 5  | 6  | 7  | 8  | 9 | 10 и више | Просек |
| ----------------- | -- | -- | -- | -- | -- | -- | -- | -- | - | --------- | ------ |
| Број домаћинстава | 46 | 49 | 16 | 26 | 35 | 30 | 18 | 13 | 0 | 0         | 3,78   |

| Пол    | Укупно | Неожењен/Неудата | Ожењен/Удата | Удовац/Удовица | Разведен/Разведена | Непознато |
| ------ | ------ | ---------------- | ------------ | -------------- | ------------------ | --------- |
| Мушки  | 376    | 81               | 262          | 30             | 3                  | 0         |
| Женски | 376    | 41               | 260          | 67             | 6                  | 2         |
| УКУПНО | 752    | 122              | 522          | 97             | 9                  | 2         |

| Пол    | Укупно                    | Пољопривреда, лов и шумарство | Рибарство                            | Вађење руде и камена | Прерађивачка индустрија       |
| ------ | ------------------------- | ----------------------------- | ------------------------------------ | -------------------- | ----------------------------- |
| Мушки  | 245                       | 203                           | 0                                    | 0                    | 14                            |
| Женски | 182                       | 162                           | 0                                    | 0                    | 3                             |
| УКУПНО | 427                       | 365                           | 0                                    | 0                    | 17                            |
| Пол    | Производња и снабдевање   | Грађевинарство                | Трговина                             | Хотели и ресторани   | Саобраћај, складиштење и везе |
| Мушки  | 0                         | 4                             | 6                                    | 1                    | 5                             |
| Женски | 0                         | 0                             | 5                                    | 0                    | 0                             |
| УКУПНО | 0                         | 4                             | 11                                   | 1                    | 5                             |
| Пол    | Финансијско посредовање   | Некретнине                    | Државна управа и одбрана             | Образовање           | Здравствени и социјални рад   |
| Мушки  | 0                         | 0                             | 3                                    | 1                    | 2                             |
| Женски | 0                         | 1                             | 1                                    | 2                    | 5                             |
| УКУПНО | 0                         | 1                             | 4                                    | 3                    | 7                             |
| Пол    | Остале услужне активности | Приватна домаћинства          | Екстериторијалне организације и тела | Непознато            | Непознато                     |
| Мушки  | 0                         | 0                             | 0                                    | 6                    | 6                             |
| Женски | 1                         | 0                             | 0                                    | 2                    | 2                             |
| УКУПНО | 1                         | 0                             | 0                                    | 8                    | 8                             |